# Kotlice (gromada w powiecie chmielnickim)
Kotlice – dawna gromada, czyli najmniejsza jednostka podziału terytorialnego Polskiej Rzeczypospolitej Ludowej w latach 1954–1972.
Gromady, z gromadzkimi radami narodowymi (GRN) jako organami władzy najniższego stopnia na wsi, funkcjonowały od reformy reorganizującej administrację wiejską przeprowadzonej jesienią 1954 do momentu ich zniesienia z dniem 1 stycznia 1973, tym samym wypierając organizację gminną w latach 1954–1972.
Gromadę Kotlice z siedzibą GRN w Kotlicach utworzono – jako jedną z 8759 gromad na obszarze Polski – w powiecie buskim w woj. kieleckim, na mocy uchwały nr 13a/54 WRN w Kielcach z dnia 29 września 1954. W skład jednostki weszły obszary dotychczasowych gromad Kotlice i Suskrajowice ze zniesionej gminy Gnojno, Ciecierze i Szyszczyce ze zniesionej gminy Chmielnik oraz Borzykowa ze zniesionej gminy Szaniec w tymże powiecie. Dla gromady ustalono 13 członków gromadzkiej rady narodowej.
1 stycznia 1956 gromada weszła w skład nowo utworzonego powiatu chmielnickiego w tymże województwie.
W związku ze zlikwidowaniem powiatu chmielnickiego z dniem 31 grudnia 1961, gromadę włączono z powrotem do powiatu buskiego w tymże województwie, gdzie równocześnie została zniesiona, a jej obszar podzielony w następujący sposób:
- wsie Ciecierze, Andrzejówka i Szyszyce oraz kolonie Andrzejówka, Szyszyce, Chwalki, Kotlice i Topola włączono do znoszonej gromady Przededworze z powiatu chmielnickiego, którą równocześnie włączono z powrotem do powiatu buskiego (i przemianowano na gromada Chmielnik[11]);

- wsie Kotlice, Borzykowa i Suskrajowice oraz kolonie Lipna Górna, Słotwiny i Zasadcze, Odpadki, Kotlice, Jacentówka, Suskrajowice Kowalówka, Suskrajowice Bzie, Suskrajowice Dobra, Suskrajowice Stanisławów oraz przysiółek Borzykowska Wygoda włączono do gromady Balice z powiatu chmielnickiego, którą równocześnie włączono z powrotem do powiatu buskiego.